# Acacia discolor
Acacia discolor är en ärtväxtart. Acacia discolor ingår i släktet akacior, och familjen ärtväxter.

## Underarter
Arten delas in i följande underarter:
- A. d. angustifolia
- A. d. fraseri
- A. d. unijuga